# Tepozonalco, Chilapa de Álvarez
Tepozonalco är en ort i Mexiko.   Den ligger i kommunen Chilapa de Álvarez och delstaten Guerrero, i den sydöstra delen av landet, 210 km söder om huvudstaden Mexico City. Tepozonalco ligger 1 673 meter över havet och antalet invånare är 593.
Terrängen runt Tepozonalco är kuperad, och sluttar österut. Runt Tepozonalco är det ganska glesbefolkat, med 43 invånare per kvadratkilometer. Närmaste större samhälle är Chilapa de Alvarez, 15,6 km väster om Tepozonalco. I omgivningarna runt Tepozonalco växer huvudsakligen savannskog.